# Церква Преображення Господнього (Кижі)
Церква Преображення Господнього (рос. Церковь Преображения Господня) — видатна пам'ятка російської дерев'яної архітектури початку 18 століття. Центральний експонат в Державного історико-архітектурного і етнографічного музею-заповідника «Кижі». Розташована на острові Кижі, входить до Кижського погосту.

## Історія
Преображенська церква в Кижах виникла на завершальному етапі розвитку середньовічного мистецтва та архітектури Московської держави на порозі реформ і залучення до форм і технологій західноєвропейської архітектури.

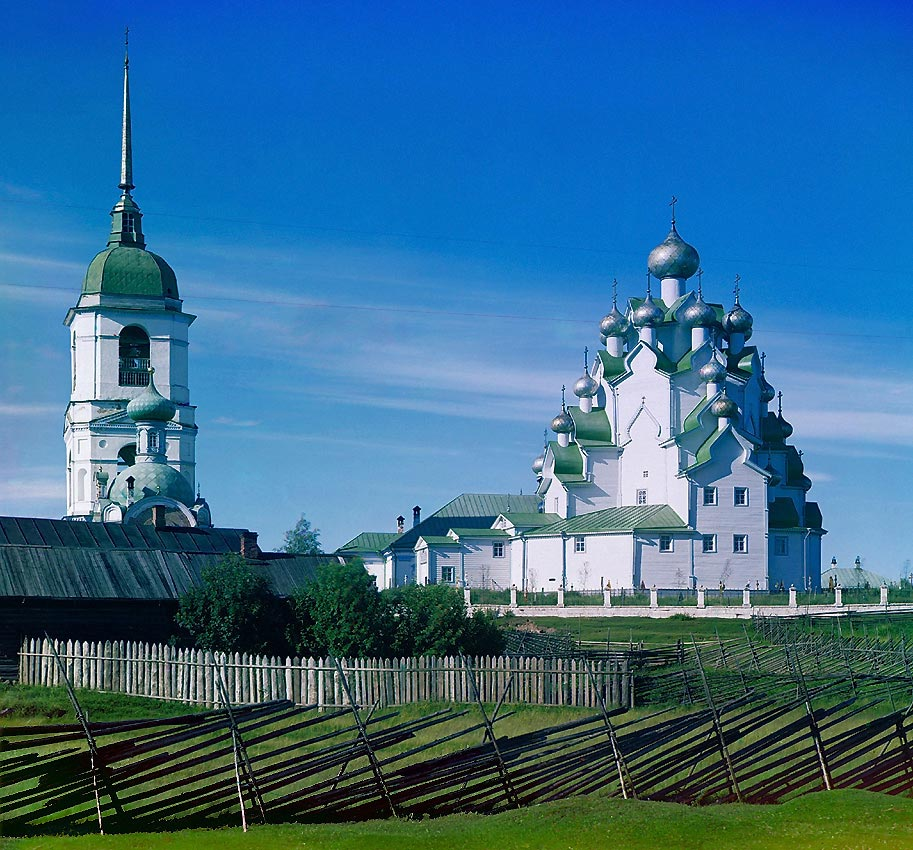
Покровський храм, фото 1909 року.

Це не перша багатобанна, ярусна церква. Їй передувала ціла низка ярусних церков, побудованих протягом 17 століття. Обмежена кількість жанрів середньовічного російського мистецтва (ремесла, іконопис, виливання дзвонів) зумовили рекрутування саме в архітектуру найкращих творчих сил. На середину 17 століття припала деяка економічна стабілізація в державі після років ганебної смути, польсько-російської війни і династичної зміни (на царя обрали першого Романова). Вигідні умови для розвитку дерев'яної архітектури винили в північних районах Московського царства, багатих лісом, мало зачеплених руйнівними подіями в центральних областях (Смоленськ, Вязьма, Москва) і зберігших багаті будівельні традиції і кадри будівничих. Зажевріли місцеві архітектурні школи у Великому Устюгу, Вологді, Тотьмі, Архангельську. Саме тут створено низку дерев'яних сакральних споруд 16 — 17 століть (собори, церкви, каплички), які в 19-20 століттях визнають шедеврами національної архітектури Росії, пориваються їх замальовувати, фотографувати, обміряти, створювати нові споруди в запозичених формах власних дач, особняків тощо.
Найпліднішою була північна архітектурна школа, що склалася в долині річки Онега і в Карелії. Серед видатних ярусних церков, що передували побудові Преображенської церкви в Кижах, датованої 1714 роком:
- ярусна Богородицька церква 1552 р. (село Холм, Костромська обл., знищено)
- багатобанна Іллінська церква 1659 р. (село Чухчерма, Архангельська обл.)
- багатобанна Микольська церква 1678 р. (село Бережна Дубрава, Архангельська обл.)
- Предтеченська церква (перша чверть 18 ст., село Шуя, Карелія)
- Покровський храм (1708 рік, село Анхімово, Витегорський район, Вологодська область, зникла внаслідок пожежі 1963 року). Останній храм викликає найбільшу зацікавленість, бо його архітектурний образ мав дещо спільне з Преображенською церквою в Кижах.

Але ярусні, дерев'яні храми будували і після створення Преображенської церкви в Кижах. Про це свідчать:
- унікальна Богоявленська церква 1733 року (село Палтога, Вологодська область, яка завалилася без догляду і реставрації в 2009 році)
- ефектна Покровська церква 1764 року, яку зберігає історико-архітектурний музей у Кижах.

## Опис пам'ятки

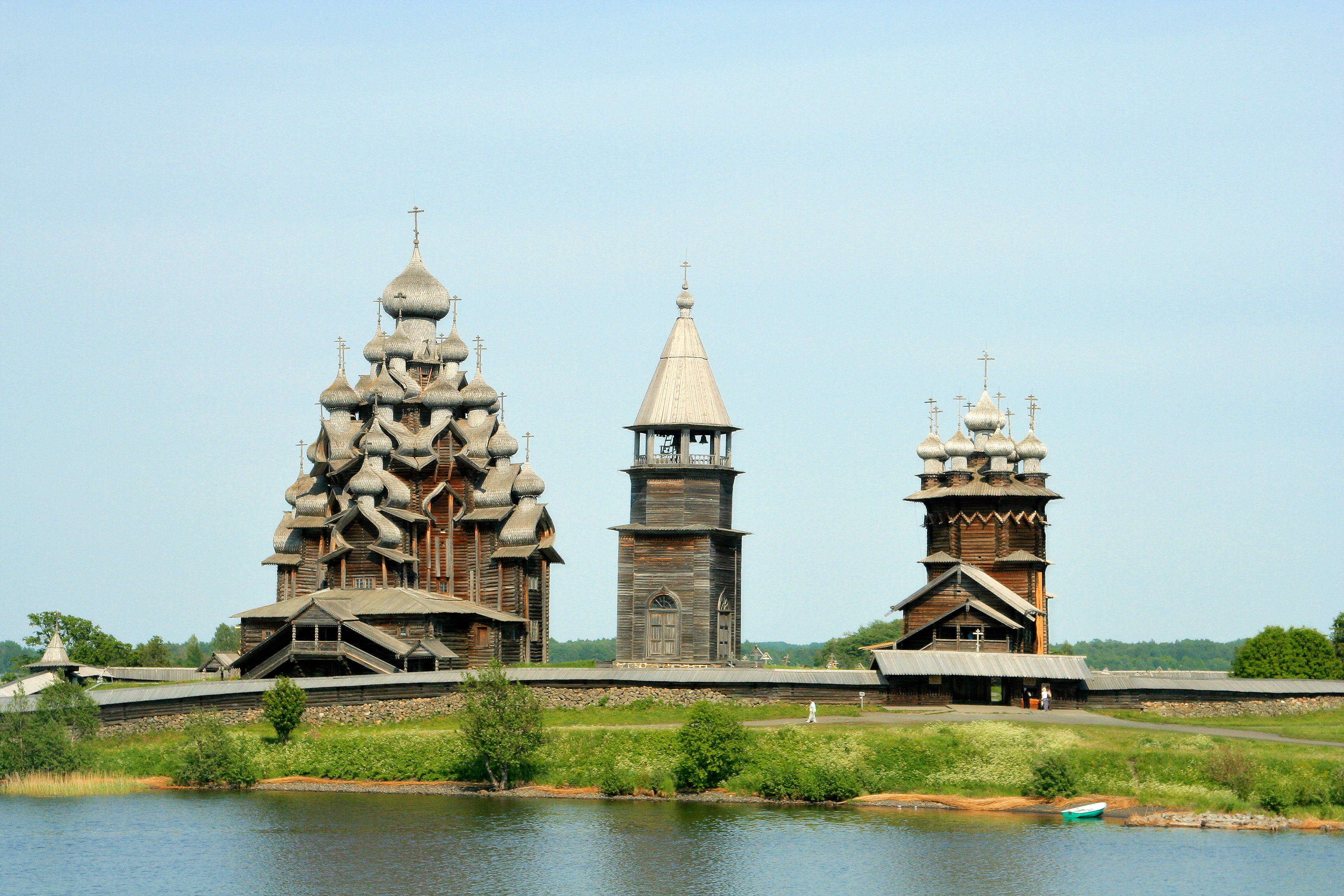
Величні силуети храмів в Кижах.

За поземним планом — це восьмерик з чотирма прирубами-додатками. Цей тип виник і використовувався ще в 16 столітті, відомий зразок якого — церква Климента Папи Римського 1501 року (село Уна, нині Архангельська область, знищено). Хрещаті церкви дозволяли збільшити їх площу і покращити силует. Вже церква Климента Папи Римського 1501 р. мала подвійні бочки, прикрашені банями з баньками-цибульками. Бічні об'єми-прируби створювали логічний перехід до центральної вежі храму, увінчаного високим дахом-шатром. Все це має і Преображенська церква в Кижах, де є і бічні об'єми-прируби, і подвійні бочки, і найвищий центральний об'єм. Але заміна даху-шатра на уніфіковані бані-цибульки надала церкві Преображення Господня в Кижах стилістичної єдності, гармонії деталей і цілого.
Бані і бочки покриті «лемешем» — своєрідною дерев'яною черепицею.
Разючим контрастом між величчю зовнішнього вигляду церкви є тіснота і маловиразність храмового інтер'єру. Стеля — низька, іконостас — невисокий, ніякого прориву догори, що так вигідно виділяє інтер'єри кам'яних храмів доби бароко, створених П'єтро Антоніо Трезіні чи Вартоломеєм Растреллі. Радикально настроєні сучасні відвідувачі розчаровано зауважують, що в храмі нема на що дивитися. Інтер'єр Преображенської церкви в Кижах не відкривається для туристів, а слугує лише для збереження наукової апаратури і наукових досліджень.
Маловиразність інтер'єрів цих храмів не хвилювала будівничих дерев'яних сакральних споруд. Бо їх головним призначенням був не багато розроблений інтер'єр, звиклий нині, а краса і функціональність зовнішніх фасадів і велич силуета храму, що слугував лише важливим просторовим і містобудівним орієнтиром на місцевості. Інших завдань не ставили. У цьому важливі особливості й відмінності російської дерев'яної архітектури 16 — початку 18 століть, величних — ззовні і затісних, низьких — усередині.

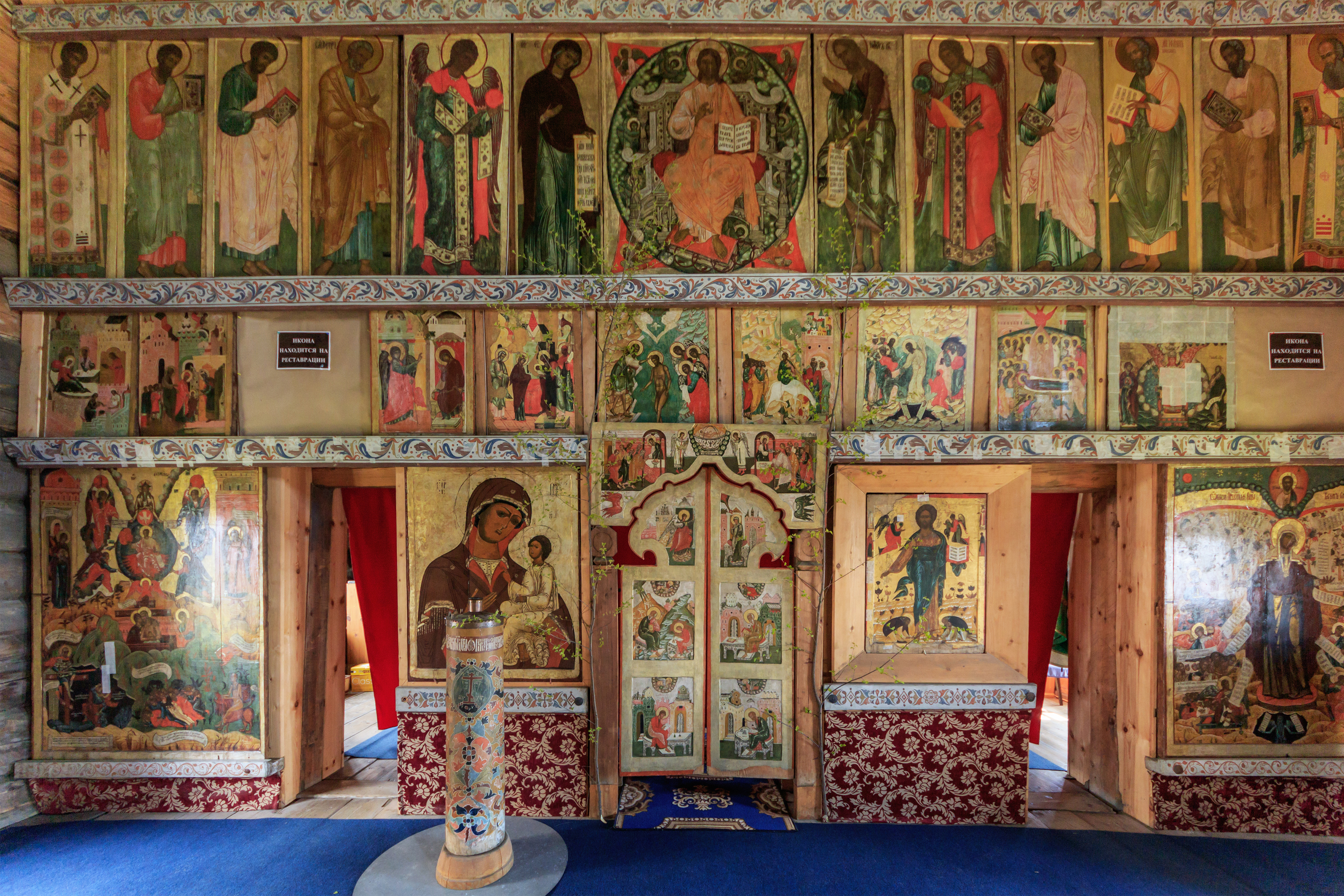
Іконостас зимової (теплої) церкви в Кижах.
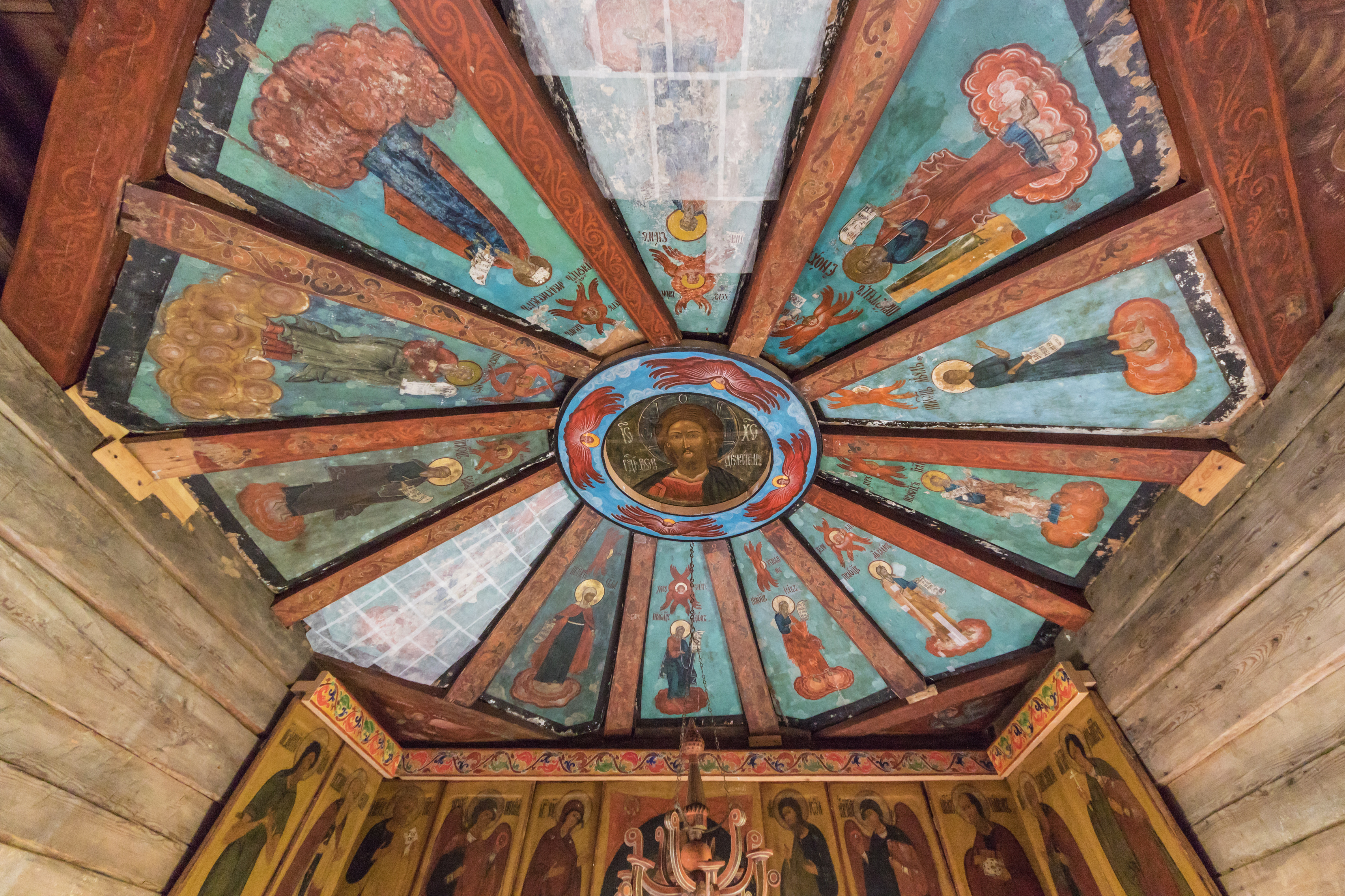
Стінописи на низькій стелі каплиці Св. Михаїла з села Леликозеро.
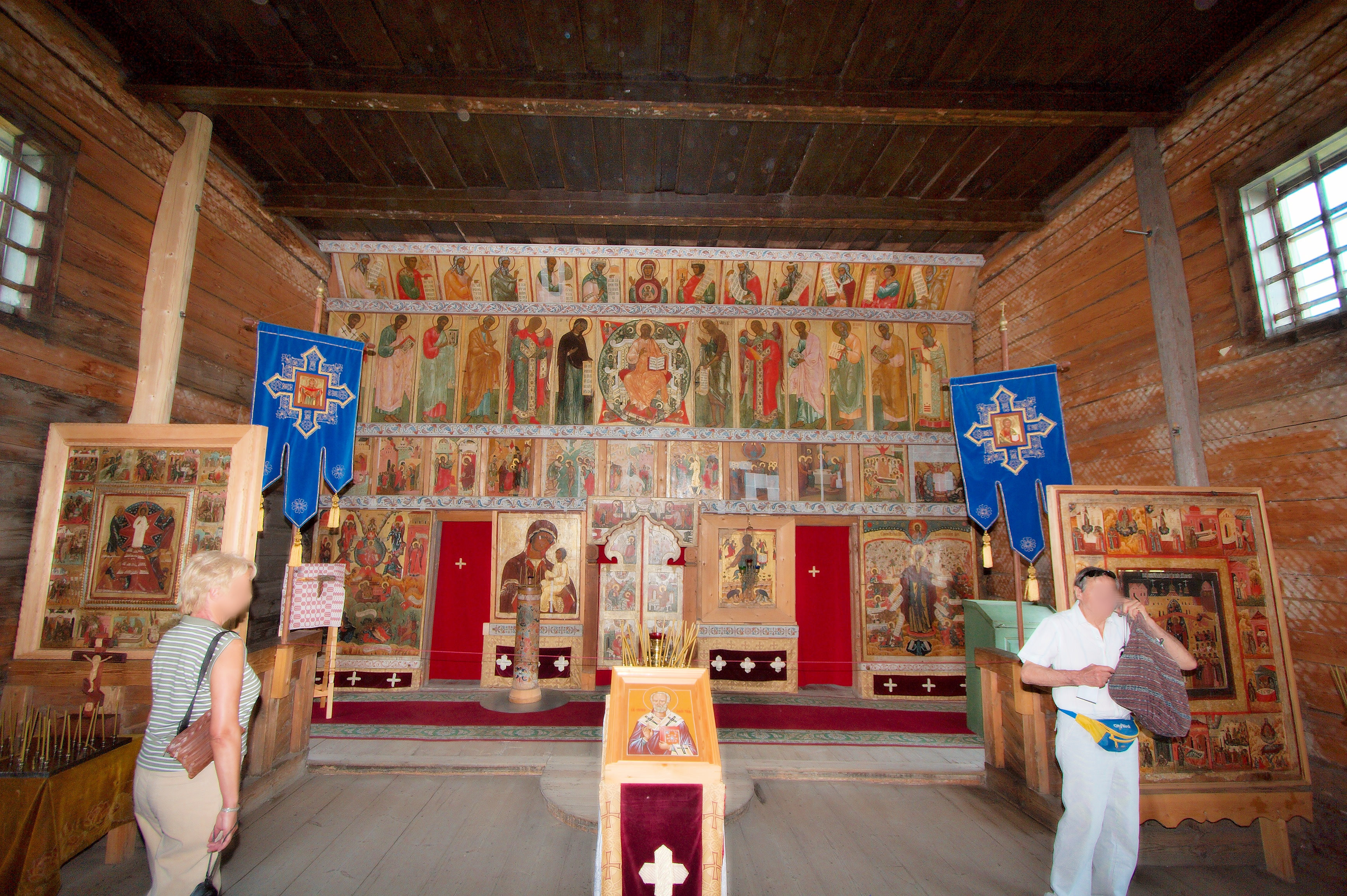
Літня (холодна) церква в Кижах, інтер'єр.

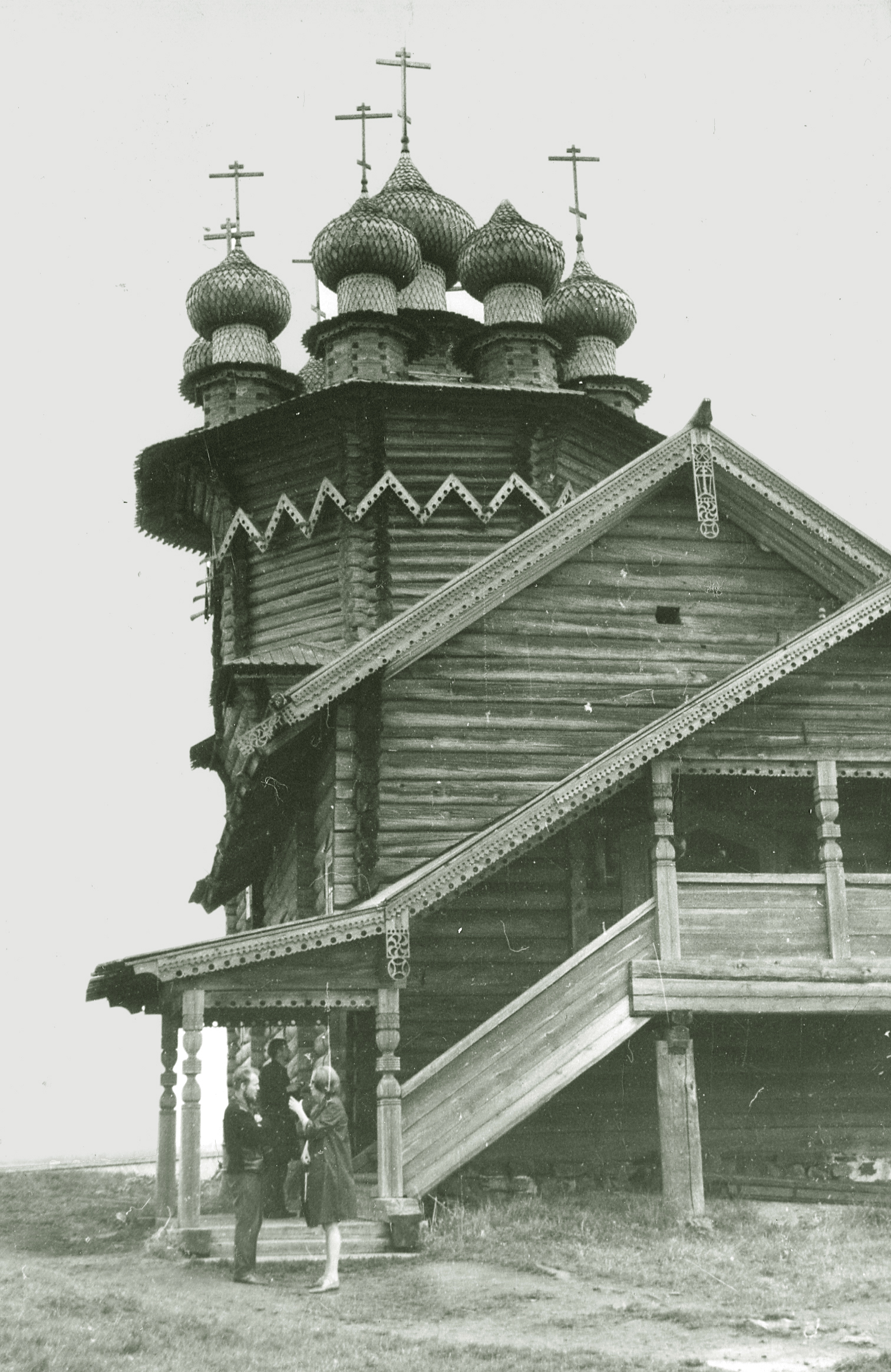
Покровська церква 1764 року, Кижі. Фото 1970 р.

## Проблема авторства

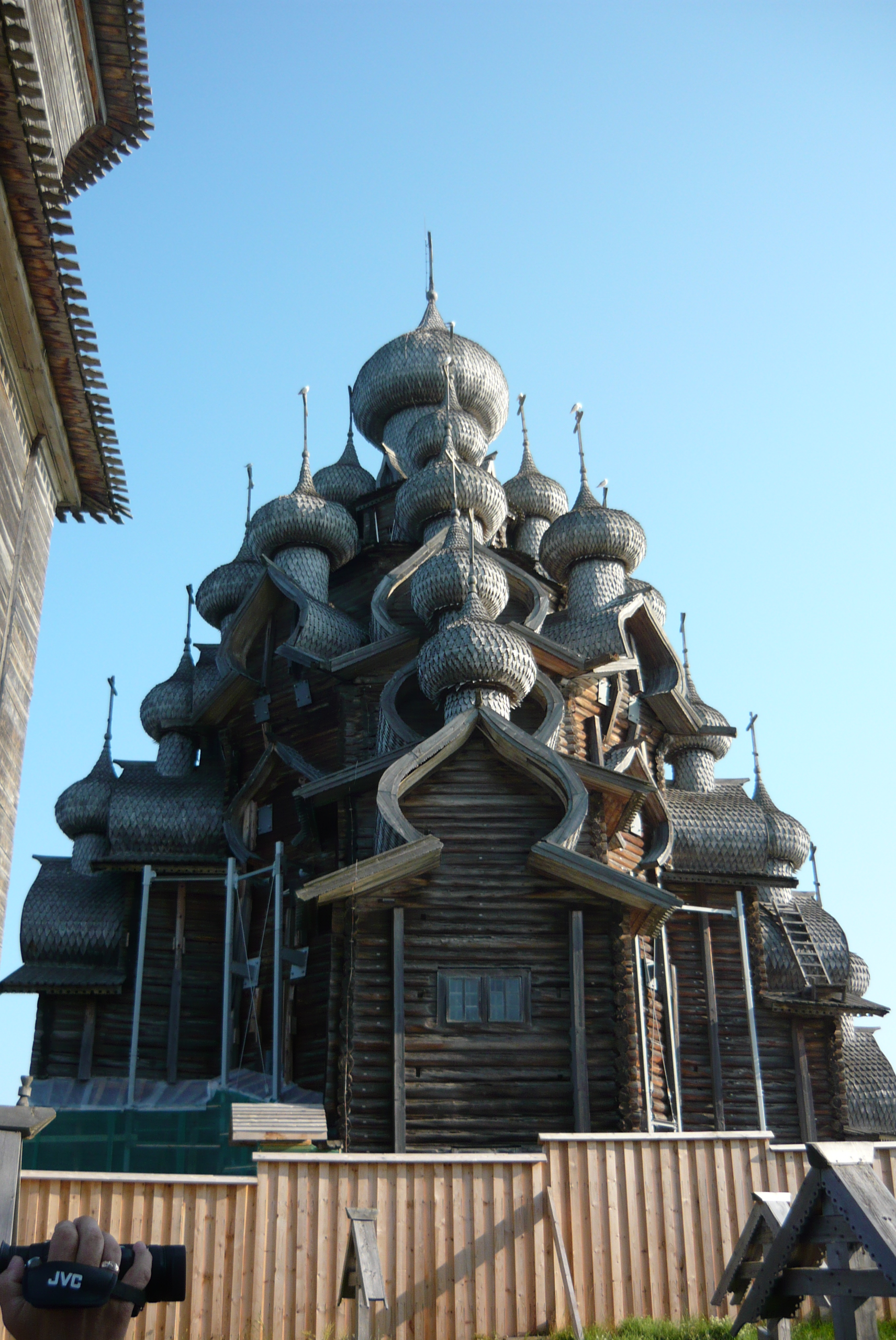
Сучасний стан фасадів, фото 2010 року.

Питання авторства щодо Преображенської церкви в Кижах, датованої 1714 роком, досі залишається дискусійним. До питання підходять за аналогією. За одною з гіпотез, церкву Преображення Господня в Кижах створила та ж бригада будівничих, що і Покровську в селі Анхімово (Витегорський район, Вологодська область, зниклу внаслідок пожежі 1963 року). Бо Преображенська в Кижах виникла через шість років після Покровської в Анхімово. Майстрів логічно могли запросити на нове будівництво. Бригада на побудові Покровської церкви в селі Анхимово складалася з сімдесяти п'яти (75) теслярів, яким допомагало дванадцять жінок.

## Невдалі реставрації
Нерозробленість захисних технологій для дерев'яних споруд в Московщині та висока волога або пожежі в посуху сприяли швидкому псуванню дерев'яних сакральних споруд. У Норвегії для збереження дерев'яних церков існувала традиція зборів соснової смоли, яку розчиняли, й розчином укривали колоди. Традиція обробляти лаками дерев'яні споруди існувала й існує в Японії, відомому світовому центрі розвиненої дерев'яної архітектури.
З незахищеними фасадами Преображенська церква в Кижах простояла недовго. У 18 столітті її мури захистили від негоди (дощів і снігу) дошками. Такою (захищеною дошками) вона і зберігалась до 20 століття. Реставратори підійшли до дерев'яного храму, як до потинькованого кам'яного. Щоб розкрити первісні форми церкви — поздирали захисні дошки. Храм почав хилитись, а гнилі нижні колоди були вимушені викинути й замінити на нові. Храм у музеї поставили на нові кам'яні підмурки. Це не зупинило псування церкви, фасади якої зміцнили додатковими вертикальними брусами, яких храм ніколи не мав. На жаль, етап невдалих реставраційних втручань у пам'ятку архітектури — йде далі.